# Spriggan
Spriggans sind im kornischen Volksglauben Fabelwesen, die man als üble Diebe, Räuber, Einbrecher und Schurken bezeichnet. Sie sollen zudem Säuglinge aus der Wiege rauben und stattdessen einen abscheulichen Wechselbalg zurücklassen. Weiterhin sind sie nach dem Volksglauben in der Lage, einen Wirbelsturm zu zaubern, um die Kornernte zu vernichten. Auch sonst schrecken sie vor keiner bösen Tat zurück.
Sie sind klein und hässlich, können sich jedoch riesengroß aufblähen, weshalb man auch glaubte, dass sie Geister verstorbener Riesen seien.
Spriggans machen sich als Hüter von in Hügeln verborgenen Schätzen nützlich.